# Selvasaura
Selvasaura es un género sudamericano de lagartos perteneciente a la familia Gymnophthalmidae. 

## Especies
El género contiene cinco especies:
- Selvasaura almendarizae Torres-Carvajal, Parra, Sales-Nunes, & Koch, 2021 . [2] - Microtejú de Almendáriz
- Selvasaura brava Moravec, Šmíd, Štundl, & Lehr, 2018 . [3] - Microtejú del Río Bravo (Junín).
- Selvasaura candesi Chávez, García-Ayachi & Catenazzi, 2023 . [4] - Microtejú de CANDES.
- Selvasaura evasa Echevarría, Venegas, García-Ayachi, & Sales-Nunes, 2021 . [5] - Microtejú evasivo.
- Selvasaura mamaduluae Brito-Zapata, Guayasamin, Parra, Torres-Carvajal & Reyes-Puig, 2023.[6] - Mircrotejú de la Cordillera del Cóndor.